# François Delsarte

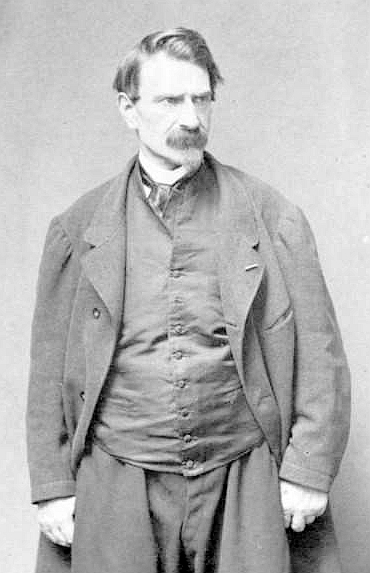
François Delsarte.

François Alexandre Nicolas Chéri Delsarte, född 19 december 1811 i Solesmes, död 20 juli 1871 i Paris, var en fransk sångare och sångpedagog. 
Delsarte debuterade på Opéra comique, men påverkades av saintsimonismen och sökte anställning som kördirigent vid Abbé Chatelskyrkan; blev en eftersökt sånglärare och höll historiska konserter, vid vilka han främst föredrog sånger från 1600- och 1700-talen, av vilka han även utgav en samling, Archives du chant.